# Aibre
Aibre ist eine französische Gemeinde mit 449 Einwohnern (Stand: 1. Januar 2022) im Département Doubs in der Region Bourgogne-Franche-Comté.

## Geographie
Aibre liegt auf 360 m, etwa neun Kilometer westnordwestlich der Stadt Montbéliard (Luftlinie). Das Dorf erstreckt sich im nördlichen Teil eines Plateaus, das in die gewellte Landschaft zwischen den Flusstälern von Doubs im Süden und Ognon im Nordwesten eingebettet ist, beidseits des Baches Rupt.
Die Fläche des 4,50 km² großen Gemeindegebiets umfasst einen Abschnitt der leicht  gewellten Landschaft nördlich des Doubstals. Der Hauptteil des Gebietes wird vom Plateau von Arcey eingenommen, das durchschnittlich auf 360 m liegt. Es weist eine Breite von vier Kilometern und eine Länge von ungefähr fünf Kilometern auf und ist überwiegend von Acker- und Wiesland bestanden. Der Rupt entwässert das Gebiet nach Südosten zum Doubs. Flankiert wird das Plateau im Osten von der Hochfläche von Laire (bis 405 m). Nach Nordwesten erstreckt sich das Gemeindeareal auf die Hügel von Le Vernoy, auf denen mit 473 m die höchste Erhebung von Aibre erreicht wird.
Nachbargemeinden von Aibre sind Trémoins im Norden, Laire im Osten, Raynans und Semondans im Süden sowie Désandans und Le Vernoy im Westen.

## Geschichte
Seit dem Mittelalter gehörte der Hauptteil von Aibre zur Grafschaft Montbéliard, während ein kleiner Teil der Herrschaft Héricourt unterstand. Mit der Besetzung der Grafschaft Montbéliard gelangte das Dorf 1793 endgültig in französische Hand. Heute ist Aibre Teil des Gemeindeverbandes Pays d’Héricourt.

## Sehenswürdigkeiten
Die heutige lutherische Dorfkirche von Aibre (Église luthérienne) wurde im Jahr 1773 neu erbaut, da der aus vorreformatorischer Zeit stammende Vorgängerbau zu klein geworden war. Sie ist eine der zwanzig Kirchen in Grafschaft und einst abhängigen Gebieten, die im Auftrag Herzog Carl Eugens in seiner langen Herrschaft neu erbaut oder erneuert wurden.

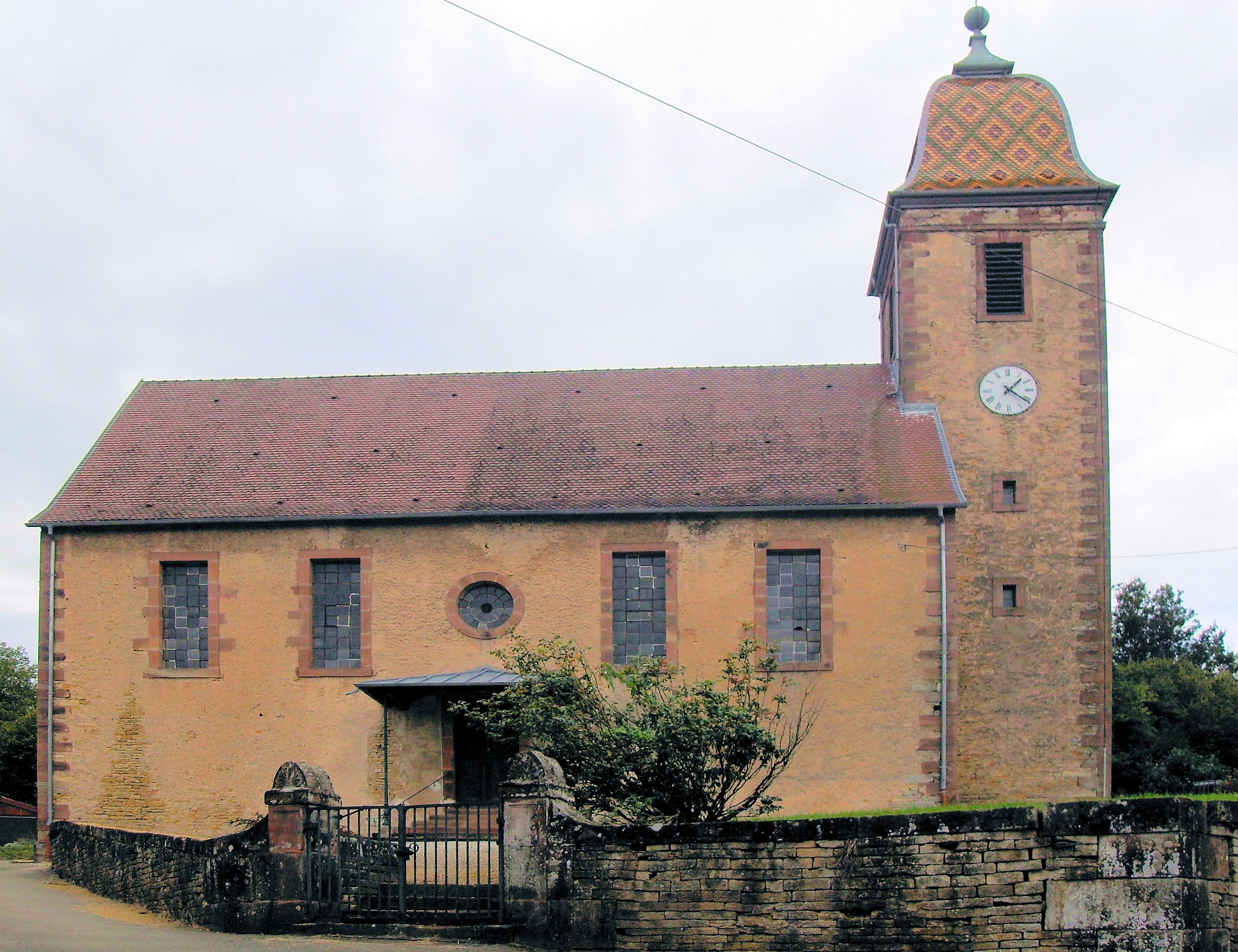
Protestantische Kirche
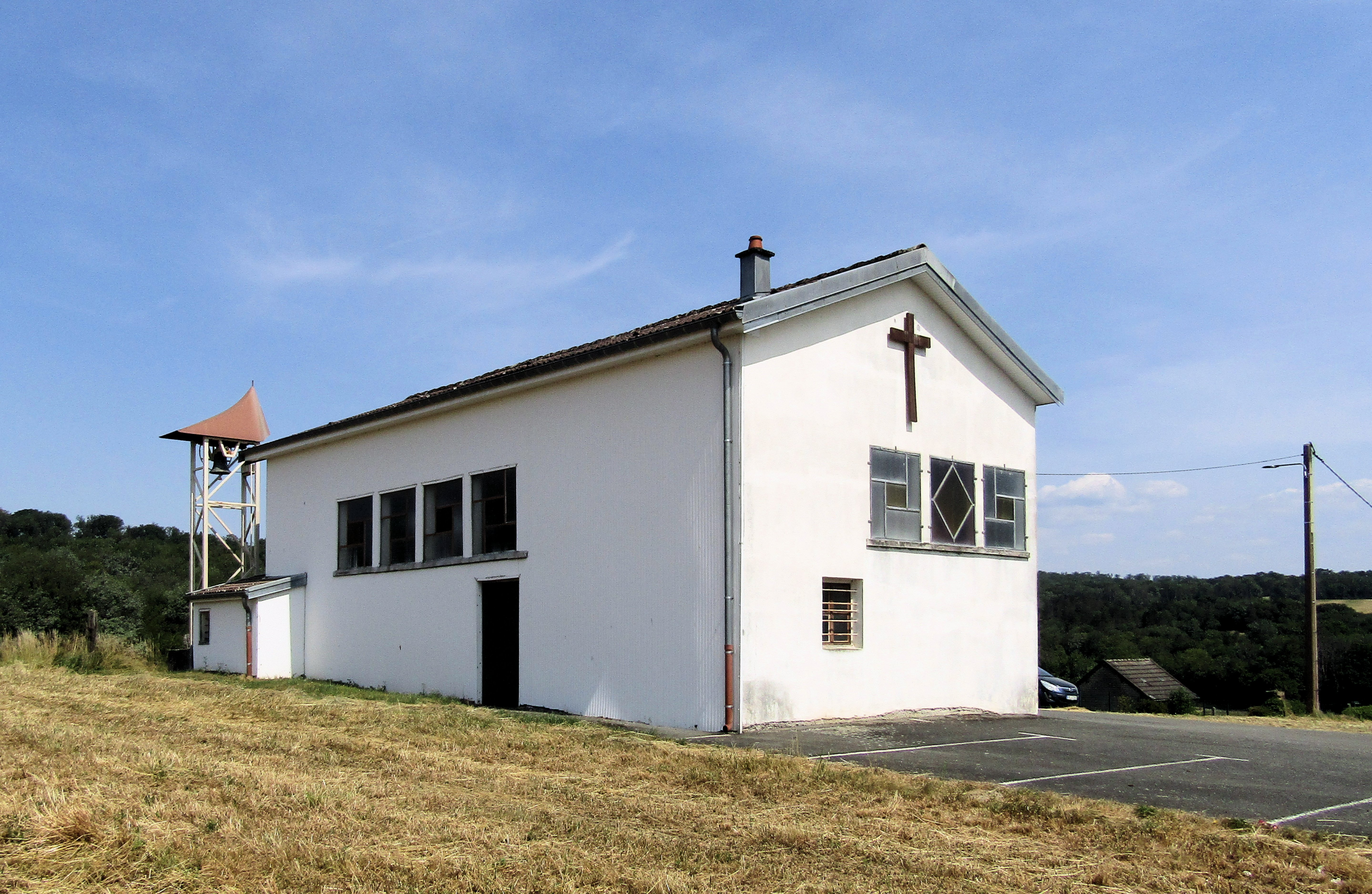
Kapelle Notre-Dame-de-l'immaculée am Friedhof mit separatem Glockengestell
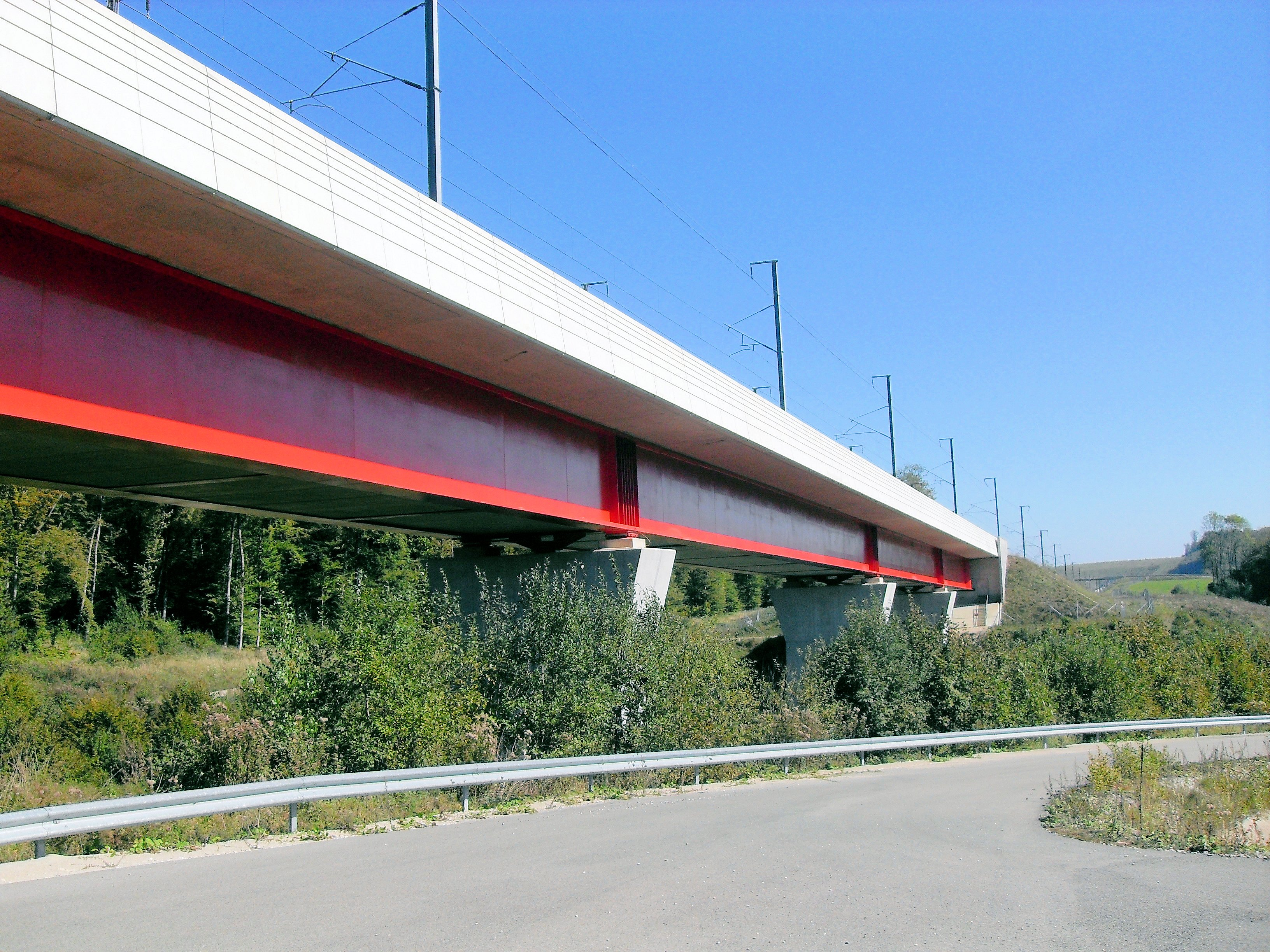
Brücke des LGV Rhin-Rhône über den Fluss Rupt im Nordwesten der Gemeinde Aibre

## Bevölkerung
| Jahr                       | 1962 | 1968 | 1975 | 1982 | 1990 | 1999 | 2013 | 2020 |
| Einwohner                  | 222  | 221  | 258  | 522  | 504  | 455  | 472  | 465  |
| Quellen: Cassini und INSEE |      |      |      |      |      |      |      |      |

Mit 449 Einwohnern (Stand 1. Januar 2022) gehört Aibre zu den kleinen Gemeinden des Départements Doubs. Nachdem die Einwohnerzahl in der ersten Hälfte des 20. Jahrhunderts stets im Bereich zwischen 130 und 170 Personen gelegen hatte, wurde zwischen 1975 und 1982 ein markantes Bevölkerungswachstum verzeichnet.

## Wirtschaft und Infrastruktur
Aibre war bis weit ins 20. Jahrhundert hinein ein vorwiegend durch die Landwirtschaft (Ackerbau, Obstbau und Viehzucht) geprägtes Dorf. Daneben gibt es heute einige Betriebe des lokalen Kleingewerbes. Mittlerweile hat sich das Dorf auch zu einer Wohngemeinde gewandelt. Viele Erwerbstätige sind deshalb Wegpendler, die in der Agglomeration Montbéliard ihrer Arbeit nachgehen.
Die Ortschaft ist verkehrstechnisch gut erschlossen. Sie liegt an der Hauptstraße N83, die von Besançon nach Belfort führt. Der nächste Anschluss an die Autobahn A36 befindet sich in einer Entfernung von ungefähr 14 Kilometern. Weitere Straßenverbindungen bestehen mit Montbéliard und Saulnot.